# Championnat du monde junior de hockey sur glace 2006
Navigation
Édition précédente Édition suivante
Le championnat du monde junior de hockey sur glace 2006 se déroule Vancouver, Kelowna, et Kamloops, en Colombie-Britannique, Canada. L'épreuve débute le 26 décembre 2005, et se termine le 5 janvier 2006. Les matchs se jouent au GM Place et au Pacific Coliseum de Vancouver, l'Interior Savings Centre de Kamloops et le Prospera Place de Kelowna. Le Canada s'impose en battant la Russie 5-0. L'affluence totale était de 325 138 personnes (un nouveau record) pour 31 matchs établissant une moyenne de 10 488 personnes par match.

## Élite

### Tour préliminaire

#### Groupe A
| Équipe     | PJ | V | N | D | BP | BC | Pts |
| ---------- | -- | - | - | - | -- | -- | --- |
| Canada     | 4  | 4 | 0 | 0 | 16 | 6  | 8   |
| États-Unis | 4  | 2 | 1 | 1 | 21 | 12 | 5   |
| Finlande   | 4  | 2 | 2 | 0 | 19 | 13 | 4   |
| Suisse     | 4  | 1 | 2 | 1 | 8  | 10 | 3   |
| Norvège    | 4  | 0 | 4 | 0 | 3  | 30 | 0   |

En heures locales
| 26 décembre 2005 16:00 | Finlande | 1-5 | Canada | Pacific Coliseum, Vancouver Attendance: 16,083 |

| Feuille de match | Feuille de match        | Feuille de match | Feuille de match                                                                   | Feuille de match |
| ---------------- | ----------------------- | ---------------- | ---------------------------------------------------------------------------------- | ---------------- |
|                  | A. Seitsonen 48:49 (AN) |                  | D. Boyd 10:23 (AN), 34:24 B. Comeau 15:52 D. Bolland 23:17 (AN) K. Chipchura 54:03 |                  |
|                  |                         |                  |                                                                                    |                  |
|                  |                         |                  |                                                                                    |                  |
|                  |                         |                  |                                                                                    |                  |

| 26 décembre 2005 20:00 | Norvège | 2-11 | États-Unis | Pacific Coliseum, Vancouver Affluence: 12,232 |

| Feuille de match | Feuille de match                        | Feuille de match | Feuille de match | Feuille de match |
| ---------------- | --------------------------------------- | ---------------- | --- | ---------------- |
|                  | D. Sveum 29:00 (AN) M. Olimb 43:44 (AN) |                  | T. J. Oshie 2:19 E. Johnson 12:22 (AN) J. Skille 17:30 (AN) C. Bourque 21:23, 27:32, 31:11 (AN), 51:38, 53:03 (IN) P. Mueller 26:14 K. Porter 34:54 (AN) R. Schremp 40:32 |                  |
|                  |                                         |                  | |                  |
|                  |                                         |                  | |                  |
|                  |                                         |                  | |                  |

| 27 décembre 2005 19:00 | Suisse | 2-0 | Norvège | Pacific Coliseum, Vancouver Affluence: 11,976 |

| Feuille de match | Feuille de match                          | Feuille de match | Feuille de match | Feuille de match |
| ---------------- | ----------------------------------------- | ---------------- | ---------------- | ---------------- |
|                  | M. Joggi 33:52 (AN) D. Burgler 54:04 (AN) |                  |                  |                  |
|                  |                                           |                  |                  |                  |
|                  |                                           |                  |                  |                  |
|                  |                                           |                  |                  |                  |

| 28 décembre 2005 16:00 | Canada | 4-3 | Suisse | Pacific Coliseum, Vancouver Affluence: 16,123 |

| Feuille de match | Feuille de match                                                       | Feuille de match | Feuille de match                                        | Feuille de match |
| ---------------- | ---------------------------------------------------------------------- | ---------------- | ------------------------------------------------------- | ---------------- |
|                  | S. Downie 8:45 (AN) D. Boyd 17:45 T. Pyatt 30:00 D. Bolland 33:39 (AN) |                  | E. Blum 5:33 (AN) Y. Weber 34:37 J. Sprunger 42:42 (AN) |                  |
|                  |                                                                        |                  |                                                         |                  |
|                  |                                                                        |                  |                                                         |                  |
|                  |                                                                        |                  |                                                         |                  |

| 28 décembre 2005 20:00 | États-Unis | 6-5 | Finlande | Pacific Coliseum, Vancouver Affluence: 12,209 |

| Feuille de match | Feuille de match                                                                                        | Feuille de match | Feuille de match                                                                                       | Feuille de match |
| ---------------- | --- | ---------------- | --- | ---------------- |
|                  | T. Fritsche 9:42 (AN) B. Wheeler 17:05, 39:18 B. Lee 19:49 (AN) B. Ryan 28:01 (AN) K. Porter 49:49 (AN) |                  | M. Alikoski 6:21 L. Korpikoski 8:26 (IN) A. Seitsonen 21:28 (AN) L. Tukonen 55:34 T. Laakso 58:48 (AN) |                  |
|                  | |                  | |                  |
|                  | |                  | |                  |
|                  | |                  | |                  |

| 29 décembre 2005 16:00 | Norvège | 0-4 | Canada | Pacific Coliseum, Vancouver Affluence: 16,083 |

| Feuille de match | Feuille de match | Feuille de match | Feuille de match                                                               | Feuille de match |
| ---------------- | ---------------- | ---------------- | ------------------------------------------------------------------------------ | ---------------- |
|                  |                  |                  | C. Barker 15:27 (AN) D. Bolland 34:50 (AN) K. Chipchura 35:16 L. Bourdon 36:41 |                  |
|                  |                  |                  |                                                                                |                  |
|                  |                  |                  |                                                                                |                  |
|                  |                  |                  |                                                                                |                  |

| 30 décembre 2005 16:00 | États-Unis | 2-2 | Suisse | Pacific Coliseum, Vancouver Affluence: 12,130 |

| Feuille de match | Feuille de match                | Feuille de match | Feuille de match                       | Feuille de match |
| ---------------- | ------------------------------- | ---------------- | -------------------------------------- | ---------------- |
|                  | G. Paukovich 6:16 B. Ryan 16:59 |                  | E. Blum 47:53 (AN) M. Joggi 54:08 (AN) |                  |
|                  |                                 |                  |                                        |                  |
|                  |                                 |                  |                                        |                  |
|                  |                                 |                  |                                        |                  |

| 30 décembre 2005 20:00 | Finlande | 9-1 | Norvège | Pacific Coliseum, Vancouver Affluence: 10,766 |

| Feuille de match | Feuille de match | Feuille de match | Feuille de match    | Feuille de match |
| ---------------- | --- | ---------------- | ------------------- | ---------------- |
|                  | T. Seppänen 1:10, 8:49 P. Lindgren 3:26 J. Jokinen 12:34 (AN) L. Tukonen 15:30 (AN) H. Heino 17:13 A. Seitsonen 18:32, 29:04 J. Kolehmainen 49:53 |                  | D. Sveum 35:10 (AN) |                  |
|                  | |                  |                     |                  |
|                  | |                  |                     |                  |
|                  | |                  |                     |                  |

| 31 décembre 2005 16:00 | Canada | 3-2 | États-Unis | Pacific Coliseum, Vancouver Affluence: 16,083 |

| Feuille de match | Feuille de match                                         | Feuille de match | Feuille de match                            | Feuille de match |
| ---------------- | -------------------------------------------------------- | ---------------- | ------------------------------------------- | ---------------- |
|                  | C. Barker 2:35 (AN) D. Boyd 6:42 K. Chipchura 59:27 (FD) |                  | C. Bourque 10:27 (AN) P. Mueller 28:10 (AN) |                  |
|                  |                                                          |                  |                                             |                  |
|                  |                                                          |                  |                                             |                  |
|                  |                                                          |                  |                                             |                  |

| 31 décembre 2005 20:00 | Suisse | 1-4 | Finlande | Pacific Coliseum, Vancouver Affluence: 8,335 |

| Feuille de match | Feuille de match    | Feuille de match | Feuille de match                                                                  | Feuille de match |
| ---------------- | ------------------- | ---------------- | --------------------------------------------------------------------------------- | ---------------- |
|                  | M. Joggi 52:23 (AN) |                  | J. Kolehmainen 2:45 (AN) T. Sinisalo 42:24 P. Lindgren 42:34 T. Laakso 59:49 (FD) |                  |
|                  |                     |                  |                                                                                   |                  |
|                  |                     |                  |                                                                                   |                  |
|                  |                     |                  |                                                                                   |                  |

#### Groupe B
| Équipe    | PJ | V | N | D | BP | BC | Pts |
| --------- | -- | - | - | - | -- | -- | --- |
| Russie    | 4  | 4 | 0 | 0 | 21 | 6  | 8   |
| Suède     | 4  | 3 | 1 | 0 | 20 | 9  | 6   |
| Tchéquie  | 4  | 2 | 2 | 0 | 14 | 14 | 4   |
| Slovaquie | 4  | 1 | 3 | 0 | 12 | 21 | 2   |
| Lettonie  | 4  | 0 | 4 | 0 | 8  | 25 | 0   |

En heures locales(UTC -8)
| 26 décembre 2005 19:00 | Lettonie | 1-5 | Tchéquie | Interior Savings Centre, Kamloops Affluence: 4,653 |

| Feuille de match | Feuille de match | Feuille de match | Feuille de match                                                          | Feuille de match |
| ---------------- | ---------------- | ---------------- | ------------------------------------------------------------------------- | ---------------- |
|                  | G. Meija 11:16   |                  | 01:13 K. Hromas 08:16 P. Kalus 28:47 P. Pohl 29:37 V. Meidl 37:52 P. Pohl |                  |
|                  |                  |                  |                                                                           |                  |
|                  |                  |                  |                                                                           |                  |
|                  |                  |                  |                                                                           |                  |

| 26 décembre 2005 19:00 | Suède | 1-5 | Russie | Prospera Place, Kelowna Affluence: 5,982 |

| Feuille de match | Feuille de match       | Feuille de match | Feuille de match                                                                                              | Feuille de match |
| ---------------- | ---------------------- | ---------------- | --- | ---------------- |
|                  | N. Bergfors (AN) 07:37 |                  | 08:45 (AN) I. Malkine 13:51 (AN) N. Kouliomine 38:03 R. Volochenko 47:49 S. Chirokov 52:00 (IN) N. Kouliomine |                  |
|                  |                        |                  | |                  |
|                  |                        |                  | |                  |
|                  |                        |                  | |                  |

| 27 décembre 2005 19:00 | Slovaquie | 7-4 | Lettonie | Prospera Place, Kelowna Affluence: 5,790 |

| Feuille de match | Feuille de match | Feuille de match | Feuille de match                                                                    | Feuille de match |
| ---------------- | --- | ---------------- | ----------------------------------------------------------------------------------- | ---------------- |
|                  | B. Valabik 11:42 S. Lascek (AN) 18:30 M. Zagrapan 21:05 S. Lascek 28:28 J. Gracik 30:36 S. Lascek 39:03 E. Piatak 47:41 |                  | 29:27 (AN) G. Galvins 37:25 J. Klujevskis 39:24 E. Zelubovskis 50:05 E. Zelubovskis |                  |
|                  | |                  |                                                                                     |                  |
|                  | |                  |                                                                                     |                  |
|                  | |                  |                                                                                     |                  |

| 28 décembre 2005 19:00 | Tchéquie | 2-3 | Suède | Interior Savings Centre, Kamloops Affluence: 5,323 |

| Feuille de match | Feuille de match                         | Feuille de match | Feuille de match                                      | Feuille de match |
| ---------------- | ---------------------------------------- | ---------------- | ----------------------------------------------------- | ---------------- |
|                  | V. Sobotka (AN) 36:25 T. Kana (AN) 52:48 |                  | 02:08 S. Karlsson 03:49 J. Salmonsson 20:52 O. Hedman |                  |
|                  |                                          |                  |                                                       |                  |
|                  |                                          |                  |                                                       |                  |
|                  |                                          |                  |                                                       |                  |

| 28 décembre 2005 19:00 | Russie | 6-2 | Slovaquie | Prospera Place, Kelowna Affluence: 5,948 |

| Feuille de match | Feuille de match | Feuille de match | Feuille de match                     | Feuille de match |
| ---------------- | --- | ---------------- | ------------------------------------ | ---------------- |
|                  | G. Tchourilov 07:37 N. Lemtiougov (AN) 09:45 E. Lissine 10:32 I. Zoubov (AN) 16:41 I. Malkine (AN) 19:09 A. Iemeline (AN) 47:11 |                  | 17:30 (AN) A. Sekera 30:29 S. Lascek |                  |
|                  | |                  |                                      |                  |
|                  | |                  |                                      |                  |
|                  | |                  |                                      |                  |

| 29 décembre 2005 19:00 | Lettonie | 1-3 | Russie | Interior Savings Centre, Kamloops Affluence: 4,831 |

| Feuille de match | Feuille de match         | Feuille de match | Feuille de match                                              | Feuille de match |
| ---------------- | ------------------------ | ---------------- | ------------------------------------------------------------- | ---------------- |
|                  | J. Klujevskis (AN) 32:58 |                  | 03:54 (AN) I. Malkine 04:00 N. Lemtiougov 36:26 N. Lemtiougov |                  |
|                  |                          |                  |                                                               |                  |
|                  |                          |                  |                                                               |                  |
|                  |                          |                  |                                                               |                  |

| 30 décembre 2005 19:00 | Tchéquie | 5-3 | Slovaquie | Prospera Place, Kelowna Affluence: 5,979 |

| Feuille de match | Feuille de match                                                                    | Feuille de match | Feuille de match                                                 | Feuille de match |
| ---------------- | ----------------------------------------------------------------------------------- | ---------------- | ---------------------------------------------------------------- | ---------------- |
|                  | D. Krejci 00:26 T. Kudelka (AN) 10:01 D. Krejci 10:22 D. Krejci 30:36 P. Pohl 45:10 |                  | 01:38 (AN) M. Zagrapan 46:45 (AN) J. Gracik 56:05 (AN) L. Scurko |                  |
|                  |                                                                                     |                  |                                                                  |                  |
|                  |                                                                                     |                  |                                                                  |                  |
|                  |                                                                                     |                  |                                                                  |                  |

| 30 décembre 2005 19:00 | Suède | 10-2 | Lettonie | Interior Savings Centre, Kamloops Affluence: 4,797 |

| Feuille de match | Feuille de match | Feuille de match | Feuille de match                   | Feuille de match |
| ---------------- | --- | ---------------- | ---------------------------------- | ---------------- |
|                  | S. Karlsson 01:06 N. Bäckström (AN) 14:40 T. Viklund (AN) 15:57 F. Pettersson 18:17 N. Bergfors (AN) 20:40 N. Bäckström 25:25 J. Salmonsson (IN) 29:35 N. Bäckström 41:25 M. Ritola 51:59 F. Pettersson (AN) 57:42 |                  | 16:58 M. Karsums 51:52 E. Karklins |                  |
|                  | |                  |                                    |                  |
|                  | |                  |                                    |                  |
|                  | |                  |                                    |                  |

| 31 décembre 2005 19:00 | Slovaquie | 0-6 | Suède | Interior Savings Centre, Kamloops Affluence: 4,712 |

| Feuille de match | Feuille de match | Feuille de match | Feuille de match                                                                                              | Feuille de match |
| ---------------- | ---------------- | ---------------- | --- | ---------------- |
|                  |                  |                  | 07:07 R. Lindqvist 13:01 (AN) M. Ritola 34:20 J. Ryno 43:33 F. Pettersson 49:44 A. Axelsson 52:22 S. Karlsson |                  |
|                  |                  |                  | |                  |
|                  |                  |                  | |                  |
|                  |                  |                  | |                  |

| 31 décembre 2005 19:00 | Russie | 7-2 | Tchéquie | Prospera Place, Kelowna Affluence: 6,027 |

| Feuille de match | Feuille de match | Feuille de match | Feuille de match                    | Feuille de match |
| ---------------- | --- | ---------------- | ----------------------------------- | ---------------- |
|                  | S. Chirokov (AN) 16:20 R. Volochenko 33:46 I. Malkine 41:07 I. Zoubov (AN) 44:15 R. Volochenko 46:14 E. Lissine 51:09 A. Radoulov 56:07 |                  | 48:47 P. Pohl 49:35 (AN) V. Sobotka |                  |
|                  | |                  |                                     |                  |
|                  | |                  |                                     |                  |
|                  | |                  |                                     |                  |

### Tour de relégation
| Équipe    | PJ | V | N | D | BP | BC | Pts |
| --------- | -- | - | - | - | -- | -- | --- |
| Suisse    | 3  | 2 | 0 | 1 | 10 | 5  | 5   |
| Slovaquie | 3  | 2 | 0 | 1 | 14 | 10 | 5   |
| Lettonie  | 3  | 1 | 2 | 0 | 10 | 12 | 2   |
| Norvège   | 3  | 0 | 3 | 0 | 3  | 10 | 0   |

Note : Les matches  Slovaquie 7–4  Lettonie et  Suisse 2–0  Norvège du tour préliminaires sont comptabilisés.
| 2 janvier 2006 13:00 | Suisse | 5-2 | Lettonie | Pacific Coliseum, Vancouver Affluence: 7,616 |

| 3 janvier 2006 13:00 | Slovaquie | 4-3 | Norvège | Pacific Coliseum, Vancouver Affluence: 5,038 |

| 4 janvier 2006 12:00 | Lettonie | 4-0 | Norvège | Pacific Coliseum, Vancouver Affluence: 4,540 |

| 4 janvier 2006 16:00 | Suisse | 3-3 | Slovaquie | Pacific Coliseum, Vancouver Affluence: 6,667 |

### Tournoi final
Nota : PJ : A2 veut dire second du groupe A. Pour le score, TF veut dire tir de fusillade
|  | Quarts de finale | Quarts de finale | Quarts de finale | Quarts de finale |     |            | Demi-finales | Demi-finales | Demi-finales | Demi-finales |  |  | Finale | Finale | Finale | Finale |
|  |                  |                  |                  |                  |     |            |              |              |              |              |  |  |        |        |        |        |
|  |                  |                  |                  |                  |     |            |              |              |              |              |  |  |        |        |        |        |
|  |                  |                  |                  |                  |     |            |              |              |              |              |  |  |        |        |        |        |
|  | A2               | États-Unis       | 2                | 2                |     |            |              |              |              |              |  |  |        |        |        |        |
|  | A2               | États-Unis       | 2                | 2                |     |            |              |              |              |              |  |  |        |        |        |        |
|  | B3               | Tchéquie         | 1                | 1                |     |            |              |              |              |              |  |  |        |        |        |        |
|  | B3               | Tchéquie         | 1                | 1                | QF1 | États-Unis | 1            | 1            |              |              |  |  |        |        |        |        |
|  |                  |                  |                  |                  | QF1 | États-Unis | 1            | 1            |              |              |  |  |        |        |        |        |
|  |                  |                  | B1               | Russie           | 5   | 5          |              |              |              |              |  |  |        |        |        |        |
|  |                  |                  |                  |                  | 5   | 5          |              |              |              |              |  |  |        |        |        |        |
|  |                  |                  |                  |                  |     |            |              |              |              |              |  |  |        |        |        |        |
|  |                  |                  |                  |                  |     |            |              |              |              |              |  |  |        |        |        |        |
|  | SF1              | Russie           | 0                | 0                |     |            |              |              |              |              |  |  |        |        |        |        |
|  | SF1              | Russie           | 0                | 0                |     |            |              |              |              |              |  |  |        |        |        |        |
|  |                  |                  | SF2              | Canada           | 5   | 5          |              |              |              |              |  |  |        |        |        |        |
|  |                  |                  |                  |                  | 5   | 5          |              |              |              |              |  |  |        |        |        |        |
|  |                  |                  |                  |                  |     |            |              |              |              |              |  |  |        |        |        |        |
|  |                  |                  |                  |                  |     |            |              |              |              |              |  |  |        |        |        |        |
|  | QF2              | Finlande         | 0                | 0                |     |            |              |              |              |              |  |  |        |        |        |        |
|  | QF2              | Finlande         | 0                | 0                |     |            |              |              |              |              |  |  |        |        |        |        |
|  |                  |                  | A1               | Canada           | 4   | 4          |              |              |              |              |  |  |        |        |        |        |
|  | B2               | Finlande         | A1               | Canada           | 4   | 4          | 1            | 1            |              |              |  |  |        |        |        |        |
|  | B2               | Finlande         |                  |                  |     |            |              | 1            |              |              |  |  |        |        |        |        |
|  | A3               | Suède            | 0                | 0                |     |            |              |              |              |              |  |  |        |        |        |        |
|  | A3               | Suède            | 0                | 0                |     |            |              |              |              |              |  |  |        |        |        |        |
|  |                  |                  |                  |                  |     |            |              |              |              |              |  |  |        |        |        |        |

#### Quarts de finale
| 2 janvier 2006 16:00 | Suède | 0-1 (pr) | Finlande | General Motors Place, Vancouver Affluence: 18,630 |

| Feuille de match | Feuille de match | Feuille de match | Feuille de match     | Feuille de match |
| ---------------- | ---------------- | ---------------- | -------------------- | ---------------- |
|                  |                  |                  | 69:26 (AN) T. Laakso |                  |
|                  |                  |                  |                      |                  |
|                  |                  |                  |                      |                  |
|                  |                  |                  |                      |                  |

| 2 janvier 2006 20:00 | États-Unis | 2-1 | Tchéquie | General Motors Place, Vancouver Affluence: 14,890 |

| Feuille de match | Feuille de match                      | Feuille de match | Feuille de match   | Feuille de match |
| ---------------- | ------------------------------------- | ---------------- | ------------------ | ---------------- |
|                  | P. Kessel (AN) 03:23 C. Bourque 11:08 |                  | 12:17 (AN) L. Smid |                  |
|                  |                                       |                  |                    |                  |
|                  |                                       |                  |                    |                  |
|                  |                                       |                  |                    |                  |

#### Demi-finale
| 3 janvier 2006 16:00 | Canada | 4-0 | Finlande | General Motors Place, Vancouver Affluence: 18,630 |

| Feuille de match | Feuille de match                                                        | Feuille de match | Feuille de match | Feuille de match |
| ---------------- | ----------------------------------------------------------------------- | ---------------- | ---------------- | ---------------- |
|                  | K. Russell 18:16 B. Comeau 38:58 K. Letang (AN) 49:40 A. Cogliano 53:32 |                  |                  |                  |
|                  |                                                                         |                  |                  |                  |
|                  |                                                                         |                  |                  |                  |
|                  |                                                                         |                  |                  |                  |

| 3 janvier 2006 20:00 | Russie | 5-1 | États-Unis | General Motors Place, Vancouver Affluence: 18,630 |

| Feuille de match | Feuille de match                                                                                     | Feuille de match | Feuille de match     | Feuille de match |
| ---------------- | --- | ---------------- | -------------------- | ---------------- |
|                  | N. Kouliomine 12:32 N. Kouliomine (AN) 41:42 A. Iemeline 43:13 S. Chirokov 53:01 N. Lemtiougov 55:15 |                  | 42:34 (AN) J. Skille |                  |
|                  | |                  |                      |                  |
|                  | |                  |                      |                  |
|                  | |                  |                      |                  |

#### Match pour la cinquième place
| 4 janvier 2006 20:00 | Suède | 3-1 | Tchéquie | General Motors Place, Vancouver Affluence: 10,684 |

| Feuille de match | Feuille de match                                        | Feuille de match | Feuille de match | Feuille de match |
| ---------------- | ------------------------------------------------------- | ---------------- | ---------------- | ---------------- |
|                  | J. Ryno 41:42 N. Bergfors 42:07 N. Backstrom (FD) 59:12 |                  | 43:16 T. Kana    |                  |
|                  |                                                         |                  |                  |                  |
|                  |                                                         |                  |                  |                  |
|                  |                                                         |                  |                  |                  |

#### Petite finale
| 5 janvier 2006 12:00 | Finlande | 4-2 | États-Unis | General Motors Place, Vancouver Affluence: 15,107 |

| Feuille de match | Feuille de match                                                   | Feuille de match | Feuille de match                    | Feuille de match |
| ---------------- | ------------------------------------------------------------------ | ---------------- | ----------------------------------- | ---------------- |
|                  | J. Sailio 33:32 J. Joensuu 34:51 L. Tukonen 53:20 J. Joensuu 55:24 |                  | 12:11 B. Ryan 51:03 (AN) J. Johnson |                  |
|                  |                                                                    |                  |                                     |                  |
|                  |                                                                    |                  |                                     |                  |
|                  |                                                                    |                  |                                     |                  |

#### Finale
| 5 janvier 2006 16:00 | Russie | 0-5 | Canada | General Motors Place, Vancouver Affluence: 18,630 |

| Feuille de match | Feuille de match | Feuille de match | Feuille de match                                                                               | Feuille de match |
| ---------------- | ---------------- | ---------------- | ---------------------------------------------------------------------------------------------- | ---------------- |
|                  |                  |                  | 17:13 S. Downie 18:56 B. Comeau 32:02 (AN) M. Blunden 34:44 (AN) M. Blunden 57:15 K. Chipchura |                  |
|                  |                  |                  |                                                                                                |                  |
|                  |                  |                  |                                                                                                |                  |
|                  |                  |                  |                                                                                                |                  |

### Meilleurs pointeurs
| Joueur            | Nationalité | MJ | B | A  | Pts | PIM |
| ----------------- | ----------- | -- | - | -- | --- | --- |
| Phil Kessel       | États-Unis  | 7  | 1 | 10 | 11  | 2   |
| Ievgueni Malkine  | Russie      | 6  | 4 | 6  | 10  | 12  |
| Lauri Tukonen     | Finlande    | 7  | 3 | 7  | 10  | 0   |
| Stanislav Lascek  | Slovaquie   | 6  | 6 | 3  | 9   | 8   |
| Chris Bourque     | États-Unis  | 7  | 7 | 1  | 8   | 12  |
| Nicklas Bäckström | Suède       | 6  | 4 | 3  | 7   | 2   |
| Mathias Joggi     | Suisse      | 6  | 4 | 3  | 7   | 14  |
| Blake Comeau      | Canada      | 6  | 3 | 4  | 7   | 8   |
| Bobby Ryan        | États-Unis  | 7  | 3 | 4  | 7   | 0   |
| Marek Zagrapan    | Slovaquie   | 6  | 2 | 5  | 7   | 18  |
| Alekseï Iemeline  | Russie      | 6  | 2 | 5  | 7   | 39  |

### Meilleurs gardiens
(Minimum 90 minutes de jeu) 
| Joueur           | Nationalité | Mins | BC | BCM  | Bl. | Pct. |
| ---------------- | ----------- | ---- | -- | ---- | --- | ---- |
| Daniel Larsson   | Suède       | 249  | 4  | 0,96 | 1   | 95,2 |
| Justin Pogge     | Canada      | 360  | 6  | 1,00 | 3   | 95,2 |
| Tuukka Rask      | Finlande    | 369  | 13 | 2,11 | 1   | 94,0 |
| Anton Khoudobine | Russie      | 300  | 11 | 2,20 | 0   | 93,3 |
| Reto Berra       | Suisse      | 358  | 14 | 2,34 | 1   | 91,0 |

### Récompenses du tournoi

#### Équipes étoiles
sélectionné par les médias
Gardien de but : 
 Tuukka Rask
Défenseurs : 
 Luc Bourdon, 
 Jack Johnson
Attaquants : 
 Ievgueni Malkine, 
 Lauri Tukonen, 
 Steve Downie

#### Meilleur joueur
sélectionné par le directoire
Gardien de but :
 Tuukka Rask
Défenseur :
 Marc Staal
Attaquant :
 Ievgueni Malkine

### Classement final
| Place | Équipe     |
| ----- | ---------- |
| 1     | Canada     |
| 2     | Russie     |
| 3     | Finlande   |
| 4     | États-Unis |
| 5     | Suède      |
| 6     | Tchéquie   |
| 7     | Suisse     |
| 8     | Slovaquie  |
| 9     | Lettonie   |
| 10    | Norvège    |

## Division I

### Groupe A
Il se déroule du 11 au 17 décembre 2005 à Bled, Slovénie
| Équipe    | PJ | V | N | D | BP | BC | Pts |
| --------- | -- | - | - | - | -- | -- | --- |
| Allemagne | 5  | 5 | 0 | 0 | 20 | 2  | 10  |
| Danemark  | 5  | 3 | 1 | 1 | 20 | 17 | 7   |
| Slovénie  | 5  | 3 | 2 | 0 | 17 | 8  | 6   |
| France    | 5  | 1 | 2 | 2 | 8  | 7  | 4   |
| Ukraine   | 5  | 1 | 3 | 1 | 10 | 22 | 3   |
| Japon     | 5  | 0 | 5 | 0 | 10 | 29 | 0   |

### Groupe B
Il se déroule du 12 au 18 décembre 2005 à Minsk au Belarus
| Équipe      | PJ | V | N | D | BP | BC | Pts |
| ----------- | -- | - | - | - | -- | -- | --- |
| Biélorussie | 5  | 4 | 0 | 1 | 24 | 6  | 9   |
| Kazakhstan  | 5  | 4 | 1 | 0 | 21 | 8  | 8   |
| Italie      | 5  | 2 | 2 | 1 | 14 | 15 | 5   |
| Pologne     | 5  | 1 | 2 | 2 | 9  | 14 | 4   |
| Autriche    | 5  | 0 | 3 | 2 | 5  | 16 | 2   |
| Hongrie     | 5  | 0 | 3 | 2 | 6  | 20 | 2   |

## Division II

### Groupe A
Il se déroule du 12 au 18 décembre 2005 à Bucarest en Roumanie
| Équipe           | PJ | V | N | D | BP | BC | Pts |
| ---------------- | -- | - | - | - | -- | -- | --- |
| Grande-Bretagne  | 5  | 5 | 0 | 0 | 53 | 3  | 10  |
| Pays-Bas         | 5  | 3 | 1 | 1 | 38 | 8  | 7   |
| Roumanie         | 5  | 4 | 1 | 1 | 31 | 11 | 7   |
| Espagne          | 5  | 1 | 3 | 0 | 15 | 33 | 4   |
| Australie        | 5  | 1 | 4 | 0 | 17 | 37 | 2   |
| Nouvelle-Zélande | 5  | 0 | 5 | 0 | 2  | 64 | 0   |

### Groupe B
Il se déroule du 10 au 16 janvier 2006 à Belgrade en Serbie et Monténégro
| Équipe       | PJ | V | N | D | BP | BC | Pts |
| ------------ | -- | - | - | - | -- | -- | --- |
| Estonie      | 5  | 5 | 0 | 0 | 46 | 8  | 10  |
| Croatie      | 5  | 3 | 2 | 0 | 22 | 15 | 6   |
| Corée du Sud | 5  | 2 | 2 | 1 | 20 | 15 | 5   |
| Serbie       | 5  | 2 | 2 | 1 | 14 | 16 | 5   |
| Mexique      | 5  | 1 | 4 | 0 | 11 | 40 | 2   |
| Chine        | 5  | 1 | 4 | 0 | 12 | 31 | 2   |

## Division III
Elle se déroule à Elektrenai et Kaunas en Lituanie du 3 au 9 janvier 2006
| Équipe   | PJ | V | N | D | BP | BC  | Pts |
| -------- | -- | - | - | - | -- | --- | --- |
| Lituanie | 4  | 4 | 0 | 0 | 81 | 3   | 8   |
| Islande  | 4  | 3 | 1 | 0 | 79 | 6   | 6   |
| Turquie  | 4  | 2 | 2 | 0 | 35 | 40  | 4   |
| Bulgarie | 4  | 1 | 3 | 0 | 26 | 32  | 2   |
| Arménie  | 4  | 0 | 4 | 0 | 6  | 146 | 0   |